# Пространство имён
Пространство имён — некоторое множество каким-либо образом взаимосвязанных имён или терминов.
Во избежание неоднозначностей все имена в одном пространстве имён уникальны, то есть различны. Например, в пространстве имён улиц любого города названия улиц, как правило, не повторяются. Пространство имён является важной частью контекста употребления имён, так как фактическое значение имени может меняться в зависимости от того, в какое пространство имён оно входит.
Расширяя пространство имён, мы вынуждены расширять или усложнять имена. Пример — имя человека: в пространстве имён «Семья» одного имени, как правило, достаточно, чтобы обозначить конкретного человека, а в пространстве имён «Граждане страны N» — нет. Нужно добавить дополнительную информацию — фамилию, адрес и т. п.
В языках программирования и разметки данных пространства имён чётко формализуются и используются строго в соответствии с правилами соответствующего языка.

## Примеры
- Пространство имён (программирование)
- Пространство имён (XML)
- Доменное имя
- IP-адрес
- Википедия:Пространство имён
- Таксономия живой природы
- Химическая номенклатура
- Универсальная десятичная классификация